# かぼちゃ大王
『かぼちゃ大王』(Il Grande Cocomero)は1993年のイタリア映画。ビデオリリース時のタイトルは『私が愛した少女』。

## 概要
ローマの総合病院の小児科を舞台にした作品。てんかんと診断された少女ピッピと、彼女の病気を心の病と見抜き治療にあたることになった医師アルトゥーロとの心の交流を描いたフランチェスカ・アルキブージ監督の代表作。タイトルの『かぼちゃ大王』とは、アルトゥーロがピッピにプレゼントした漫画『ピーナッツ』のタイトルによる。
1993年のダビッド・ディ・ドナテッロ賞で最優秀作品賞、最優秀脚本賞、最優秀主演男優賞を受賞した。またカンヌ国際映画祭の審査員賞も受賞している。
日本では、アルシネテランの配給により岩波ホールで劇場公開された。関西テレビ放送、ポニーキャニオン、アルシネテラン、シネマテンの提供によりビデオリリースもされた。

## キャスト
- セルジオ・カステリット
- アレッシア・フガルディ
- アンナ・ガリエナ
- ラウラ・ベッティ